# Breguet Br.960 Vultur
Le Breguet Br.960 Vultur est un prototype d'avion d'attaque français, destiné à être embarqué à bord de porte-avions. Seuls 3 prototypes furent construits et testés au début des années 1950.

## Conception
Un projet d'avion d'attaque embarqué fut lancé fin 1947 par la Marine nationale française. Ayant remporté le contrat en avril 1948, le constructeur Breguet Aviation construisit à Toulouse-Montaudran deux prototypes désignés Br.960 Vultur. Le premier d'entre eux fit son vol inaugural le 3 août 1951. Il disposait d'un système de propulsion assez original, composé d'un turbopropulseur à l'avant, dont la faible consommation permettait une grande autonomie, et d'un turboréacteur à l'arrière pour disposer d'un supplément de puissance en cas de besoin (décollage, combat), configuration similaire à celle du chasseur embarqué américain Ryan FR-1 Fireball.
Le second prototype prit son envol le 15 septembre 1952. Désigné Br. 965, il fut équipé de moteurs plus puissants car le premier prototype s'avérait sous-motorisé. Le troisième prototype fut utilisé pour mener les essais de catapultage et d'appontage simulés au sol. Malgré des campagnes de tests réussies, le projet est cependant abandonné : d'une part il apparaissait clairement que l'avenir était à l'utilisation du turboréacteur seul (du moins pour les avions de combat classiques ne nécessitant pas une autonomie élevée) d'autre part le Vultur était trop lourd pour pouvoir être embarqué sur les porte-avions dont disposait alors la France.
Les études menées sur les 3 prototypes seront cependant réutilisées pour aboutir au Breguet Br.1050 Alizé destiné à la lutte anti-sous-marine, et initialement désigné sous le nom d'Épaulard.

### Développement lié
- Breguet Br.1050 Alizé

### Aéronefs comparables
- TB3F Guardian